# Diocesi di Ibarra
La diocesi di Ibarra (in latino Dioecesis Ibarrensis) è una sede della Chiesa cattolica in Ecuador suffraganea dell'arcidiocesi di Quito. Nel 2021 contava 397.100 battezzati su 422.500 abitanti. È retta dal vescovo Segundo René Coba Galarza.

## Territorio
La diocesi comprende la provincia dell'Imbabura.
Sede vescovile è la città di Ibarra, dove si trova la cattedrale di San Michele.
Il territorio è suddiviso in 67 parrocchie.

## Storia
La diocesi è stata eretta il 29 dicembre 1862, ricavandone il territorio dall'arcidiocesi di Quito.
La cattedrale fu distrutta dal terremoto del 1868 e ricostruita a partire dal 1872.
Il 17 marzo 1965 ha ceduto una porzione del suo territorio a vantaggio dell'erezione della diocesi di Tulcán.

## Cronotassi dei vescovi
Si omettono i periodi di sede vacante non superiori ai 2 anni o non storicamente accertati.
- José Ignacio Checa y Barba † (6 agosto 1866 - 16 marzo 1868 nominato arcivescovo di Quito)
- Antonio Tomás Iturralde (Yturralde) † (25 giugno 1869 - 1º luglio 1876 dimesso)
- Pedro Rafael González Calisto † (29 settembre 1876 - 15 giugno 1893 nominato arcivescovo coadiutore di Quito[3])
  - Sede vacante (1893-1895)
- Federico González y Suárez † (30 luglio 1895 - 14 dicembre 1905 nominato arcivescovo di Quito)
- Ulpiano María Pérez y Quiñones † (8 maggio 1907 - 7 dicembre 1916 nominato vescovo di Bolívar)
- Alberto María Ordóñez Crespo † (4 dicembre 1916 - 5 dicembre 1930 nominato vescovo di Bolívar)
- Alejandro Pasquel † (18 dicembre 1931 - 18 settembre 1934 deceduto)
- César Antonio Mosquera Corral † (18 settembre 1936 - 11 ottobre 1954 nominato vescovo di Guayaquil)
- Silvio Luis Haro Alvear † (23 marzo 1955 - 28 giugno 1980 ritirato)
- Juan Ignacio Larrea Holguín (28 giugno 1980 succeduto - 5 agosto 1983 nominato ordinario militare in Ecuador[4])
- Luis Oswaldo Pérez Calderón † (21 agosto 1984 - 22 settembre 1989 deceduto)
  - Sede vacante (1989-1995)
- Antonio Arregui Yarza (25 luglio 1995 - 7 maggio 2003 nominato arcivescovo di Guayaquil)
- Julio César Terán Dutari, S.I. (14 febbraio 2004 - 25 marzo 2011 ritirato)
- Valter Dario Maggi (25 marzo 2011 - 13 ottobre 2018 dimesso)
- Segundo René Coba Galarza, dal 12 dicembre 2019

## Statistiche
La diocesi nel 2021 su una popolazione di 422.500 persone contava 397.100 battezzati, corrispondenti al 94,0% del totale.
| anno | popolazione | popolazione | popolazione | presbiteri | presbiteri | presbiteri | presbiteri                | diaconi | religiosi | religiosi | parrocchie |
| anno | battezzati  | totale      | %           | numero     | secolari   | regolari   | battezzati per presbitero | diaconi | uomini    | donne     | parrocchie |
| ---- | ----------- | ----------- | ----------- | ---------- | ---------- | ---------- | ------------------------- | ------- | --------- | --------- | ---------- |
| 1950 | 218.000     | 218.900     | 99,6        | 105        | 75         | 30         | 2.076                     |         | 31        | 135       | 42         |
| 1962 | 247.600     | 247.753     | 99,9        | 126        | 85         | 41         | 1.965                     |         | 53        | 154       | 47         |
| 1970 | 199.500     | 200.000     | 99,8        | 67         | 39         | 28         | 2.977                     |         | 34        | 120       | 37         |
| 1976 | 200.000     | 217.813     | 91,8        | 48         | 32         | 16         | 4.166                     |         | 22        | 104       | 33         |
| 1980 | 234.000     | 240.000     | 97,5        | 67         | 43         | 24         | 3.492                     |         | 29        | 167       | 43         |
| 1990 | 275.000     | 295.000     | 93,2        | 75         | 51         | 24         | 3.666                     |         | 36        | 185       | 50         |
| 1999 | 305.000     | 315.500     | 96,7        | 86         | 59         | 27         | 3.546                     | 4       | 45        | 150       | 55         |
| 2000 | 308.000     | 318.000     | 96,9        | 93         | 70         | 23         | 3.311                     | 4       | 41        | 160       | 58         |
| 2001 | 308.000     | 318.000     | 96,9        | 92         | 69         | 23         | 3.347                     | 4       | 39        | 160       | 58         |
| 2002 | 335.000     | 345.781     | 96,9        | 91         | 68         | 23         | 3.681                     | 4       | 42        | 98        | 60         |
| 2003 | 330.000     | 344.000     | 95,9        | 95         | 70         | 25         | 3.473                     | 4       | 44        | 102       | 57         |
| 2004 | 330.000     | 344.000     | 95,9        | 95         | 70         | 25         | 3.473                     | 4       | 44        | 102       | 57         |
| 2006 | 324.700     | 340.000     | 95,5        | 87         | 67         | 20         | 3.732                     | 3       | 41        | 219       | 61         |
| 2013 | 346.000     | 362.000     | 95,6        | 98         | 78         | 20         | 3.530                     | 1       | 27        | 195       | 65         |
| 2016 | 388.332     | 409.244     | 94,9        | 106        | 86         | 20         | 3.663                     | 1       | 27        | 195       | 67         |
| 2019 | 397.100     | 412.500     | 96,3        | 103        | 84         | 19         | 3.855                     | 1       | 24        | 195       | 67         |
| 2021 | 397.100     | 422.500     | 94,0        | 103        | 85         | 18         | 3.855                     | 1       | 23        | 195       | 67         |